# NGC 5067
NGC 5067 is een dubbelster in het sterrenbeeld Maagd. Het hemelobject werd op 30 mei 1864 ontdekt door de Duitse astronoom Albert Marth.